# نازک‌مرغ گلوبلوطی
نازک‌مرغ گلوبلوطی (نام علمی: Apalis porphyrolaema) نام یک گونه از سرده نازک‌مرغ است.